# 厄什屈
厄什屈，是匈牙利维斯普雷姆州所辖的一个村，总面积48.30平方公里，总人口2333，人口密度48.3人/平方公里（2010年1月1日）。